# Jerry Jacobs
Jerry Jacobs (Atlanta, 26 settembre 1997) è un giocatore di football americano statunitense che milita nel ruolo di cornerback per i Detroit Lions della National Football League (NFL).

## Carriera
Dopo non essere stato scelto nel Draft, il 1º maggio 2021 Jacobs firmò con i Detroit Lions. Riuscì a entrare nei 53 uomini per l’inizio della stagione regolare e disputò la sua prima gara come titolare nel quinto turno. Disputò nove gare come titolare prima di rompersi il legamento crociato anteriore nella settimana 14. Fu inserito in lista infortunati il 13 dicembre 2021.
All’inizio della stagione 2022 Jacobs fu inserito nella lista dei giocatori impossibilitati a scendere in campo. Fu attivato il 22 ottobre.
Jacobs iniziò la stagione 2023 come cornerback titolare dei Lions. Nella settimana 4 fece registrare due intercetti sul quarterback dei Green Bay Packers Jordan Love nella vittoria per 34-20. La sua annata si chiuse con 55 tackle, 8 passaggi deviati e 3 intercetti in 15 partite, di cui 12 come titolare.